# Bounds Green (metropolitana di Londra)
Bounds Green è una stazione della metropolitana di Londra, servita dalla linea Piccadilly.
Fu aperta il 19 settembre 1932, in occasione dell'estensione della linea Piccadilly verso Cockfosters. Fu una delle prime stazioni a essere fornita delle suicide pits, buche posizionate sotto al binario in modo da salvare le persone dall'impatto col treno in un tentativo di suicidio o a causa di una caduta accidentale.
La stazione fu vittima di un bombardamento il 13 ottobre 1940 quando un aereo tedesco sganciò un ordigno nelle vicinanze: l'impatto causò il collasso di una sezione del tunnel provocando la morte di 16 persone che lì avevano preso rifugio dall'attacco.
È situata al confine fra la Travelcard Zone 3 e 4.